# 울산매일
울산매일은 지역 신문사이다.

## 연혁
- 1992년 1월 28일 창간.